# Holcodryops mouli
Holcodryops mouli is een keversoort uit de familie ruighaarkevers (Dryopidae). De wetenschappelijke naam van de soort werd in 1987 gepubliceerd door Spangler.